# Shūsui Kōtoku
Shūsui Kōtoku (jap. 幸徳秋水 Kōtoku Shūsui), właśc. Denjirō Kōtoku (jap. 幸徳傳次郎 Kōtoku Denjirō; ur. 5 listopada 1871 w Nakamura, zm. 24 stycznia 1911 w Tokio) – japoński dziennikarz, tłumacz i działacz socjalistyczny oraz anarchistyczny. Jedna z osób odpowiedzialnych za rozwój ruchu anarchistycznego w Japonii na początku XX wieku. 

## Życiorys

### Okres socjalizmu
Kōtoku przeprowadził się z miejsca urodzenia, miasta Nakamura w prefekturze Kōchi, do Tokio w wieku kilkunastu lat, a po ukończeniu Tokijskiej Szkoły Języka Angielskiego został tam dziennikarzem w 1893. Od 1898 był felietonistą w Yorozu Chōhō, jednym z bardziej radykalnych dzienników w tamtych czasach; zrezygnował jednak z tego stanowiska, gdy w październiku 1903 gazeta obrała kurs pro-wojenny w konflikcie rosyjsko-japońskim. 
W następnym miesiącu, razem z innym dziennikarzem Yorozu Chōhō - Toshihiko Sakai, założył gazetę Heimin Shimbun. Jej zdecydowana antywojenna postawa oraz nieprzestrzeganie przepisów prawa prasowego wielokrotnie wpędzało redakcji w konflikt z rządem, a sam Kōtoku odbył pięciomiesięczny wyrok więzienia w okresie luty-lipiec 1905.  
W 1901, kiedy Kōtoku wraz z Sen Katayamą,Sakai i Abe Isoo wzięli udział w pierwszej próbie założenia Japońskiej Partii Socjaldemokratycznej, jego poglądy były zdecydowanie socjalistyczne. Sakai i Kōtoku byli pierwszymi, którzy przetłumaczyli Manifest Komunistyczny na japoński, który to pojawił się na łamach Heimina Shimbuna, za co redaktorzy zostali surowo ukarani. 
Poglądy polityczne Kōtoku zaczęły zwracać się ku wolnościowej filozofii po przeczytaniu w więzieniu dzieła Piotra Kropotkina - Pola, fabryki i warsztaty. Swoją przemianę opisał słowami: "udałem się [do więzienia] jako marksistowski socjalista, a powróciłem jako radykalny anarchista".

### Wyjazd do USA
W listopadzie 1905 Kōtoku wyjechał do Stanów Zjednoczonych, aby móc stamtąd swobodnie krytykować cesarza Japonii, którego teraz uważał za podporę kapitalizmu w Japonii. Podczas swojego pobytu w Ameryce Kōtoku mógł lepiej zapoznać się z filozofią anarchizmu komunistycznego i europejskiego syndykalizmu. Kropotkinowskie Wspomnienia Rewolucjonisty były jego główną lekturą podczas podróży przez Pacyfik; po przybyciu do Kalifornii zaczął korespondować z rosyjskim filozofem, a do 1909 przetłumaczył Zdobycie chleba z angielskiego na japoński. Tysiąc kopii przekładu opublikowano w Japonii w marcu tego samego roku i rozdano je uczniom oraz robotnikom. 

### Powrót do Japonii
Kiedy Kōtoku powrócił do Japonii w czerwcu 1906, odbyło się publiczne spotkanie powitalne. Wystąpił wówczas z przemówieniem na temat "Fala światowego ruchu rewolucyjnego", w którym skrytykował politykę parlamentarną (tj. politykę partii marksistowskiej) i wyraził poparcie dla idei strajku generalngo jako "środka do przyszłej rewolucji". Był to pogląd głoszony przez anarchosyndykalistów, którzy byli obecni w Stanach Zjednoczonych m.in. w związku zawodowym Robotnicy Przemysłowi Świata. 
W tamtym czasie napisał wiele artykułów, z których najbardziej znanym był "Zmiana moich poglądów (o powszechnych wyborach)". W tych artykułach Kōtoku opowiadał się za akcją bezpośrednią, a nie celami politycznymi, takimi jak powszechne prawo wyborcze, co było szokiem dla wielu jego towarzyszy i doprowadziło do schizmy między anarchistycznymi komunistami a socjaldemokratami w japońskim ruchu robotniczym. Rozłam stał się zupełny, gdy wznowiony Heimin Shimbun upadł w  kwietniu 1907, a dwa miesiące później został zastąpiony przez dwa czasopisma: socjaldemokratyczne Sprawy Społeczne i anarchistyczne Gazeta Ludzi z Osaka. 
W tamtym czasie Kōtoku pisał również artykuły do gazety Kobiety Świata (jap. 世界婦人) socjalistycznego czasopisma kierowanego do kobiet.  

### Proces i egzekucja
Chociaż byli anarchiści, którzy jako formę walki przyjmowali pokojowe środki, takie jak np. rozpowszechnianie propagandy, to wielu anarchistów w tym okresie zwróciło się ku terroryzmowi jako sposobowi obalenia państwa i osiągnięcia stanu anarchizmu komunistycznego, albo przynajmniej walki z państwem i władzą. Represje stosowane w związku z różnymi publikacjami oraz organizacjami - jak np. wobec Socjalistycznej Partii Japonii - oraz "policyjne prawo spokoju publicznego", skutecznie zapobiegało związkom zawodowym się organizować oraz strajkować, co jedynie wzmocniło trend terrorystyczny w Japonii.  
W 1910 doszło do tzw. Incydentu Najwyżej Zdrady (jap. 大逆事件). Aresztowano wówczas pięciu anarchistów za posiadanie ładunków wybuchowych domowej roboty, które miały być wykorzystane do przeprowadzenia zamachu na cesarza Mutsuhito. To wydarzenie pociągnęło za sobą falę kolejnych aresztowań, a jednym z pojmanych był również Kōtoku. Chociaż dowody w sprawie wskazywały jedynie na udział piątki anarchistów, to łącznie skazano dwadzieścia sześć osób - resztę uznano za winną na podstawi poszlak. Dwudziestu czterech skazano na karę śmierci, z czego wykonano dwadzieścia wyroków. Wśród straconych znalazł się również Kōtoku, który mógł wiedzieć o początkowych planach zamachu, ale zdecydowanie zdystansował się od tego.    
Kōtoku został powieszony wraz z dziesięcioma innymi 24 stycznia 1911.    
W 1965 Sąd Najwyższy Japonii odmówił ponownego rozpatrzenia jego sprawy, a także innych osób straconych wraz z nim.